# Agawam (rijeka)
Agawam, manja rijeka u SAD-u, duga 17 kilometara (nešto preko 10 milja). Izvire iz jezera Halfway Pond u Massachusettsu i teće prema jugu i jugozapadu kroz Glen Charlie Pond i East Wareham i blizu središta Warehama utječe u estuarij rijeke Wareham. 
Agawam je dobio ime po miroljubivim Agawam Indijancima koji su pomagali kolonistima iz kolonije s Massachusetts Baya koji će 1636 osnovati grad Springfield na istočnoj obali Connecticuta.

## Vanjske poveznice
- Agawam River, Wareham